# Incubi (Dean Koontz)
Incubi è un libro di Dean Ray Koontz pubblicato la prima volta nel 1985.

## Trama
Melanie è scomparsa all'età di tre anni e sua madre Laura, stimata psicologa, ha sempre sospettato che sia stata rapita dall'ex marito Dylan, psicologo senza scrupoli ossessionato dalle teorie sulla modificazione del comportamento e appassionato dell'occulto, anche lui scomparso senza lasciare traccia. 
Una sera la polizia la conduce in un appartamento a Studio City, non molto distante da casa sua, dove per sei anni Dylan ha vissuto con sua figlia, per il riconoscimento del cadavere dell'ex marito. Vengono ritrovati in una casa i corpi di tre uomini uccisi da una forza sovrumana, da un "qualcosa" di occulto e soprattutto d'imprevedibile e indomabile. La vista di quella violenza disumana è nulla in confronto a quello che Laura scoprirà in seguito. 
L'incubo è appena iniziato. 
Nella casa di Studio City viveva Dylan, Melanie invece era segregata e sottoposta a esperimenti allucinanti nella stanza grigia, passando dalla camera di privazione sensoriale, a una sorta di sedia elettrica a voltaggio inferiore, utilizzata per il Biofeedback. Dopo la strage di Studio City, verrà ritrovata anche la bambina in stato di choc, presenta forti segni di autismo, non parla e ha lunghi momenti di assenza. 
L'incubo però è solo all'inizio.
Mentre il detective Dan Haldane s'impegna con tutte le sue forze per capire cosa sia successo in quella casa agli uomini trovati morti e negli ultimi sei anni alla bimba, Melanie torna a casa con la madre ed Earl Benton che sarà la loro guardia del corpo. 
Le cure esperte e l'affetto della donna forse riusciranno a farla tornare a una vita normale. Ma la quiete della casa dura però poche ore, perché "qualcosa stava arrivando". 
Intanto le indagini del detective proseguono velocemente, scopre verità spaventose, che coinvolgono persone ed enti inimmaginabili. Si rende conto che chiunque è in grado di uccidere, ed è per questo che da allora Dan non si fiderà più di nessuno, insieme a Earl saranno i soli a proteggere le McCaffrey.
Si susseguiranno delitti uno dopo l'altro, in luoghi differenti e molto distanti tra loro, collegati dalla violenza sovrumana e dall'appartenenza delle vittime a una particolare cerchia che, chi in un modo, chi nell'altro, assecondava e sovvenzionava gli esperimenti di Dylan. Quel "qualcosa" che uccideva imminentemente e con tanta ferocia, voleva riprendersi anche Melanie. Ma Dan scoprirà che il nemico più grande da cui dovrà difendere la bambina, è proprio se stessa.

## Edizioni
- Dean Ray Koontz, Incubi, traduzione di Bruno Amato, collana Pandora, Sperling & Kupfer, 1991,  pp. 386, cap. 36, ISBN 88-200-1203-0.